# Canhoba
Canhoba là một đô thị thuộc bang Sergipe, Brasil. Đô thị này có diện tích 165,8 km², dân số năm 2007 là 3878 người, mật độ 23,39 người/km².